# Volkspark Hasenheide
Die Hasenheide ist ein rund 50 Hektar großer Park im Berliner Ortsteil Neukölln an der Grenze zu Kreuzberg.

## Geschichte
Der Name des Parks geht auf die Nutzung des Geländes als Hasengehege ab 1678 zurück. Der Große Kurfürst ging hier zur Jagd. Von 1816 bis 1821 gehörte die Hasenheide, zusammen mit dem Weichbild der Stadt Berlin und dem Tiergarten zum kleinen, kurzlebigen Regierungsbezirk Berlin.
Am 19. Juni 1811 eröffnete Friedrich Ludwig Jahn hier den ersten Turnplatz in Preußen. Noch heute erinnert das Jahndenkmal am nördlichen Eingang des Parks an den sogenannten Turnvater und daran, dass die deutsche Turnbewegung hier ihren Anfang nahm. Im Jahr 1886 kam es hier zum Duell zwischen dem Offizier Armand von Ardenne und dem Richter Emil Hartwich (siehe Theodor Fontanes Roman Effi Briest).

## Parkanlage

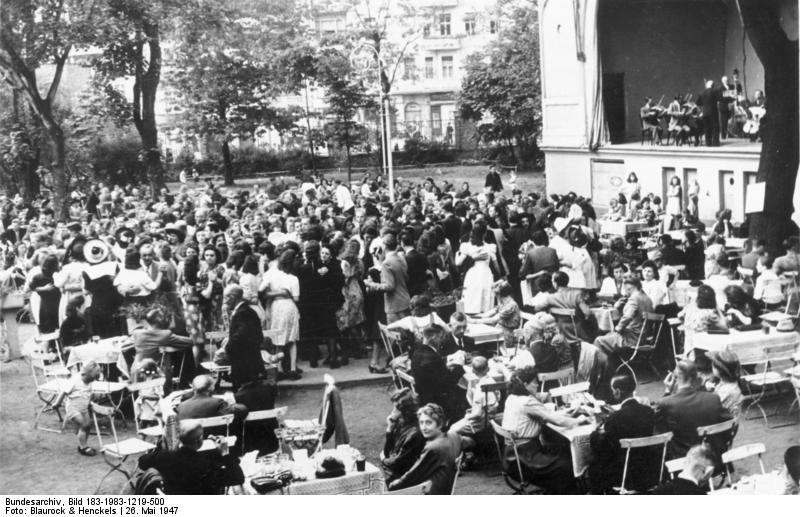
Tanzveranstaltung auf der Hasenheide, Pfingstmontag 1947

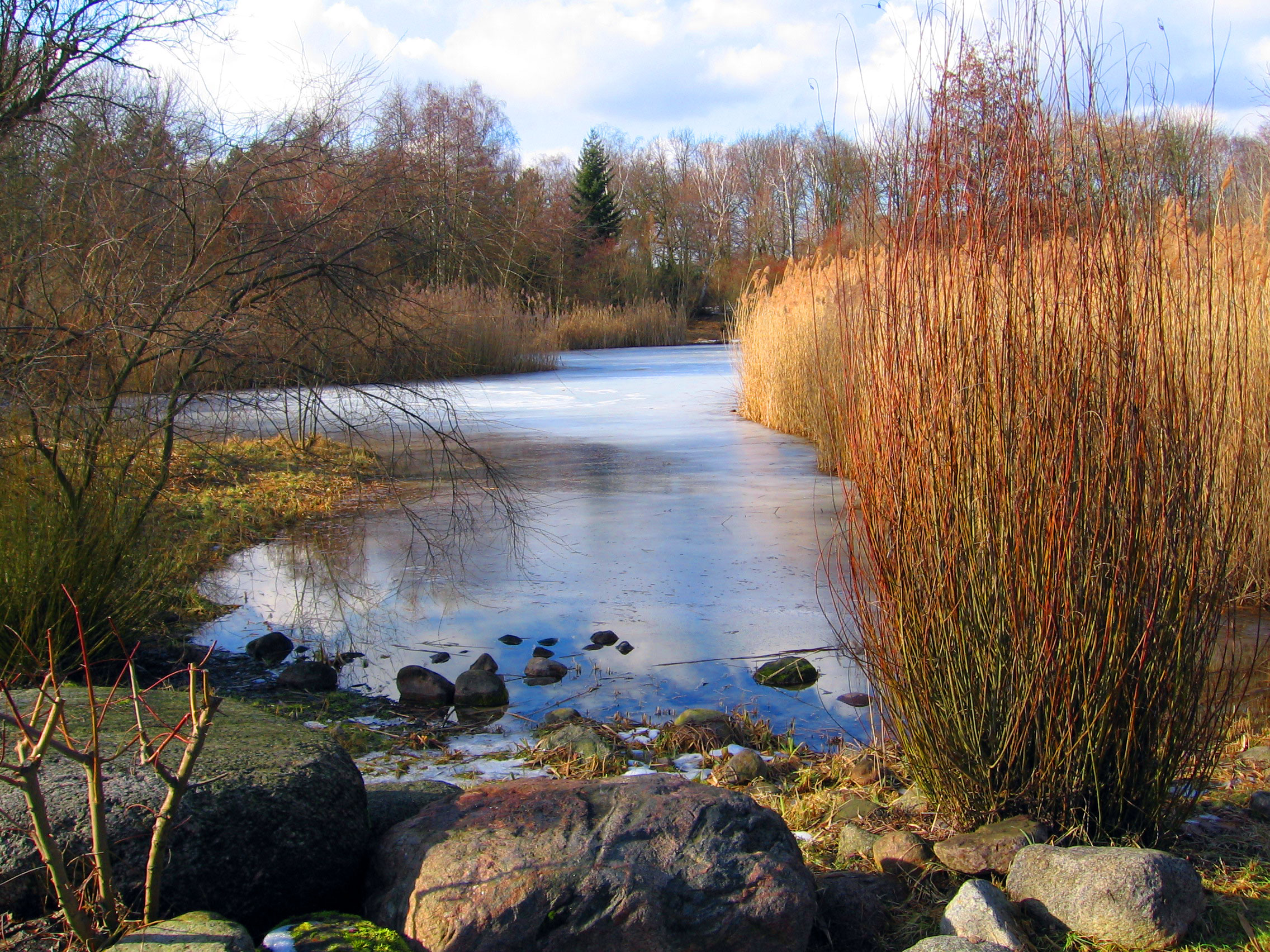
Kleines Biotop in der Hasenheide

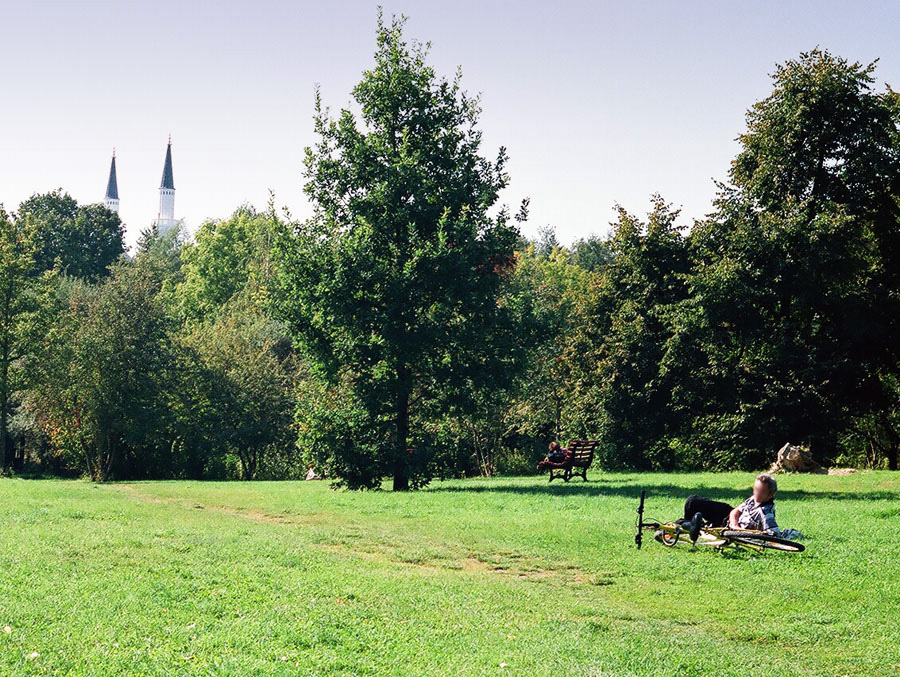
Hasenheide mit den Minaretten der Şehitlik-Moschee im Hintergrund

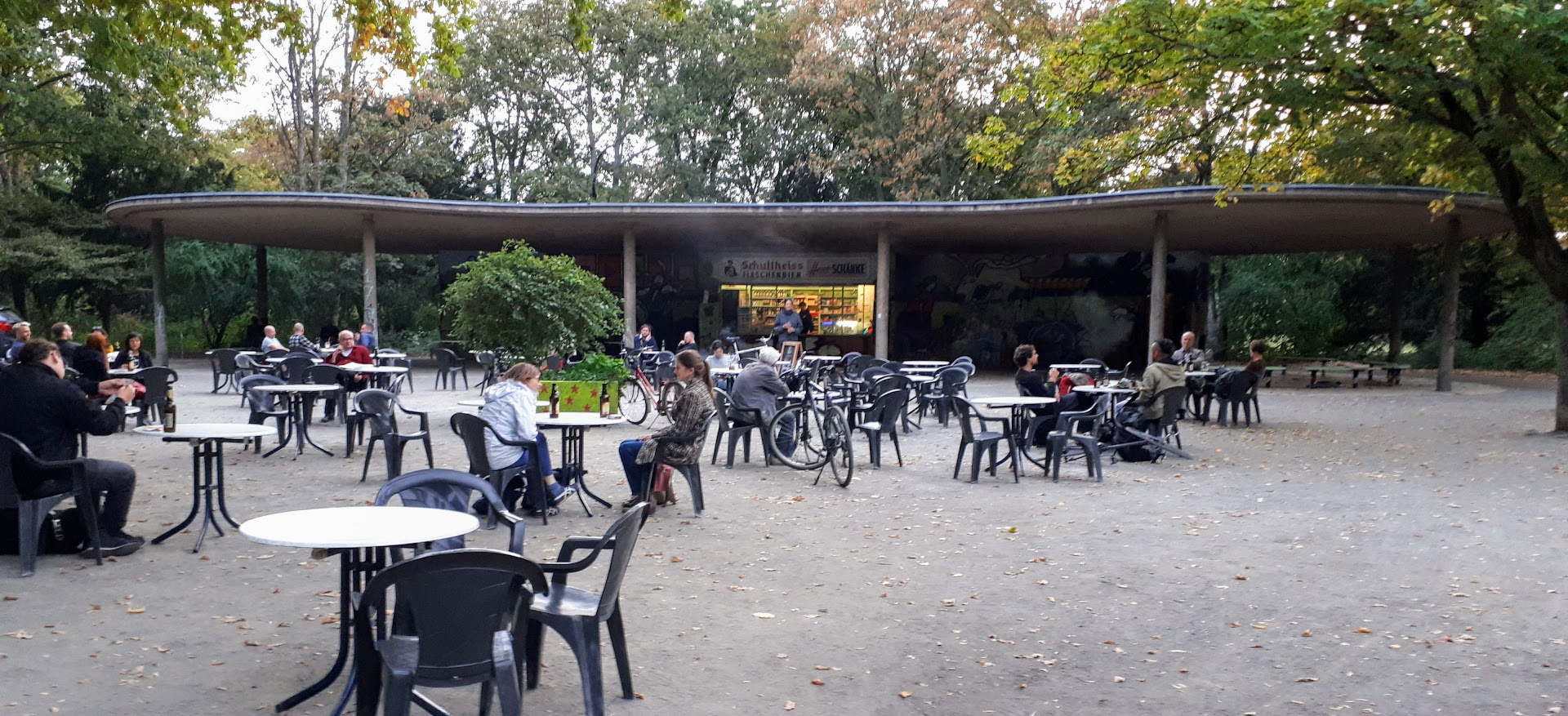
Der Kiosk Hasenschänke in der Hasenheide in Berlin-Neukölln

### Geologie
Geologisch liegt die Hasenheide auf dem Hang der Teltowplatte, die in dem Park zum Berliner Urstromtal ausläuft. Die flachwellige Hochebene erhebt sich im Mittel rund 15 Meter über das Niveau des zentralen Berlin. Der Teltowhang wechselt in der Hasenheide die Richtung von Ost nach Süd und setzt sich in den – heute bebauten – Rollbergen fort. Nach Westen verläuft der Hang über die angrenzenden Friedhöfe an der Bergmannstraße weiter zum Kreuzberg.

### Planung und Baugeschichte
Bereits lange bevor die Planungen zur Gestaltung der Hasenheide begannen, befand sich hier, nahe der Urbanstraße, ein 1798 angelegter Friedhof, der der erste mohammedanische Begräbnisplatz bei Berlin war. Hier wurden in Berlin gestorbene Türken nach ihrem Ritual begraben.
Im Jahr 1904 wurde die Hasenheide vom damaligen Landkreis Teltow nach Rixdorf umgemeindet. Bereits in den 1920er Jahren gab es Pläne des Bezirksamtes Neukölln und der Stadt Berlin, die Hasenheide mit ihrem alten Baumbestand zu einem Volkspark umzugestalten. Erst nach der Versetzung des Jahn-Denkmals und der Anlage eines Jahn-Ehrenhains anlässlich der Olympischen Spiele in Berlin 1936 wurde mit der Anlage eines 24 Hektar großen Parks begonnen, von dem aber nur ein östliches Teilstück bis 1939 fertig wurde. Im gleichen Jahr gingen auch rund 26 Hektar der Hasenheide für 522.987 Mark in den Besitz der Stadt Berlin über. Die ehemaligen Schießstände der Berliner Garnison in der Hasenheide wurden noch bis in die 1930er Jahre von der Schutzpolizei benutzt. Im Zweiten Weltkrieg sollte ursprünglich in der Hasenheide ein Flakturmpaar entstehen, das die drei Flakturmpaare im Tiergarten, im Volkspark Friedrichshain und Volkspark Humboldthain um ein viertes ergänzt hätte. Die Anlage wurde jedoch nicht gebaut.
Nach dem Ende des Zweiten Weltkriegs wurde im westlichen Teil der Hasenheide aus rund 700.000 m³ Trümmerschutt eine künstliche Erhebung, die Rixdorfer Höhe, geschaffen. Sie überragt das umgebende Bodenniveau um 22 Meter und erreicht eine Höhe von 68 Metern über Normal-Null. Als auch die letzte Schießbahn, die noch bis etwa 1950 von der US-Armee benutzt wurde, beseitigt und das gesamte Areal nach Plänen des Neuköllner Gartenamtsleiters Kurt Pöthig gärtnerisch gestaltet worden war, konnte am 7. Juni 1954 der Volkspark Hasenheide eröffnet werden. Eine nicht ausgeführte Planung sah damals noch vor, im Geländeeinschnitt einer ehemaligen Schießbahn zukünftig eine Schnellstraße durchzuführen. Die Einweihung des Naturtheaters Hasenheide fand am 12. Juni 1954 und die Enthüllung des Denkmals für die Trümmerfrauen von Katharina Szelinski-Singer auf der Rixdorfer Höhe am 30. April 1955 statt. Nach zunehmenden Vandalismusschäden wurde das Denkmal, das an die Aufbauleistung der Frauen in Berlin erinnert, im Jahr 1986 an den Eingang Graefestraße versetzt. Südwestlich der Rixdorfer Höhe befindet sich der 1991 angelegte Rixdorfer Teich, der von zwei Aussichtsplattformen einsehbar ist. Seit 2009 gibt es einen Baumlehrpfad, durch den auch eine Allee der Bäume des Jahres führt, die jedes Jahr um einen weiteren Baum des Jahres erweitert wird.

### Freizeitangebote
Im Park befinden sich ein Freiluftkino, ein Tiergehege, eine Minigolfanlage, ein Rosengarten, mehrere Spielplätze und ein Hundeauslaufbereich. In der Mitte des Parks steht ein Kiosk im Stil der 1950er Jahre, der sich Hasenschänke nennt. Im Jahr 2006 wurde gegenüber dem Sommerbad Columbiadamm eine Sportfläche eingeweiht, die einen Parcours mit verschiedenen Hindernissen für Skateboarder, einen Platz für Rollhockey und Übungskörbe für Basketball enthält. Beliebt ist die Hasenheide auch wegen der großen Freiflächen bei Freizeitkickern. Zahlreiche Fußballgruppen haben sich bereits etabliert. Beispiele sind das Little Africa Allstar Team, eine für jeden offene Gruppe von Jugendlichen aus ganz Berlin, die sich schon seit Jahren regelmäßig zum gemeinsamen Fußballspielen trifft, oder Berlins ältestes Straßen- und Parkkicker-Team, die Red Zombies Neukölln, seit vielen Jahren Teilnehmer bei der Antirassistischen Weltmeisterschaft in Norditalien. Zudem wird der Park in großem Umfang von Joggern genutzt. Die Hasenheide ist außerdem seit 1966 Veranstaltungsort des Volksfestes Neuköllner Maientage, die im Jahr 2022 letztmals dort stattfinden, da die Bepflanzung der Parkanlage dadurch wiederholt stark geschädigt wurde.

### Besonderheiten
Im südöstlichen Bereich der Hasenheide, nahe der Ecke Karlsgarten-/Fontanestraße, befindet sich die Jahn-Eiche, deren Alter auf 250 bis 300 Jahre geschätzt wird. Der Baum ist als Naturdenkmal geschützt. Der Volkspark Hasenheide ist eine gewidmete öffentliche Grün- und Erholungsanlage sowie geschützte Grünanlage, kein Gartendenkmal.
Die Hasenheide ist ein Schwerpunkt des Berliner Drogenhandels (insbesondere mit Cannabis als Rauschmittel). Die Berliner Polizei, die konkreten Hinweisen und Anzeigen der Bevölkerung zur Bekämpfung des Drogenhandels nachgeht, gibt allerdings hierbei zu bedenken, dass eine gänzliche Unterbindung des Cannabishandels eine Abwanderung in umliegende, schlecht kontrollierbare Gebiete bewirken würde.
Am 17. März 2006 wurde an der Hasenheide ein 42-jähriger Polizeihauptkommissar beim Versuch erschossen, zwei Straßenräuber zu stellen, die einer alten Frau die Handtasche mit 50 Euro geraubt hatten. Einer der Räuber zog sofort eine Pistole und feuerte auf den Polizisten, bis das Magazin leer war. Die beiden Täter wurden später verhaftet und der Schütze zu lebenslange Haft verurteilt. 2015 fand man die Leiche eines erstochenen 28-Jährigen. 2021 prügelten zwei Männer einen 17-Jährigen tot. 2022 wurde ein 25-jähriger Mann erstochen. Die Hasenheide war aber 2022 nicht mehr als sogenannter kriminalitätsbelasteter Ort gelistet wie früher.
Am 4. November 2007 wurde in einer vierstündigen rituellen Feierlichkeit durch den Trägerverein Sri Ganesha Hindu Tempel e. V. im Volkspark der Grundstein für den Sri-Ganesha-Hindu-Tempel Berlin gelegt, der als interkulturelle Begegnungsstätte dienen soll. Am 20. Januar 2009 hat das Stadtplanungsamt Neukölln die Baugenehmigung erteilt. Derzeit befindet sich der Tempel in der Bauphase.

## Filme
- Berlin: Hasenheide, Dokumentarfilm, 72 Minuten, Regie/Kamera: Nana A. T. Rebhan,[19] 2010